# Tudo ou Nada (álbum)
Tudo ou Nada é o terceiro álbum de estúdio da cantora portuguesa Katia Guerreiro.
Foi lançado em 2005 pela editora Som Livre.
Destaque para a participação de Bernardo Sassetti em "Minha Senhora das Dores".
Este trabalho teve uma nova edição perto do final do ano de 2006 com dois temas extra em dueto com o artista brasileiro Ney Matogrosso.

## Faixas
1. "Disse-te adeus à partida, o mar acaba ao teu lado" (António Lobo Antunes) - (4:34)
2. "Despedida" (António Calém) - (2:55)
3. "Ser tudo ou nada" (João Veiga) - (3:01)
4. "Muda tudo, até o mundo" (Maria Luísa Baptista) - (1:32)
5. "Minha Senhora das Dores" (com Bernardo Sassetti) (Jorge Rosa / Paulo Valentim) - (3:51)
6. "Canto da fantasia" (Paulo Valentim) - 3:19)
7. "Vaga" (Rodrigo Serrão) - (2:53)
8. "Dulce caravela" (Dulce Pontes) - (2:59)
9. "Quando" (Sophia de Mello Breyner) - (3:09)
10. "Menina do alto da Serra" (José Carlos Ary dos Santos) - (2:42)
11. "Saudades do Brasil em Portugal" (Vinicius de Moraes) - (4:00)
12. "O meu navio" (Rodrigo Serrão) - (2:08)
13. "Talvez não saibas" (Joaquim Pessoa) - (4:32)
14. "Tenho uma saia rodada" (Maria Luísa Baptista) - (1:36)
15. "Menina do alto da Serra" (com Ney Matogrosso) (Nuno Nazaré Fernandes / Ary dos Santos) - (2:53)
16. "Lábios de mel" (com Ney Matogrosso) (Waldir Rocha) - (3:17)